# Planernaïa (métro de Moscou)
Planernaïa (en russe : Пла́нерная et en anglais : Planernaya) est une station de la ligne Tagansko-Krasnopresnenskaïa (ligne 7 mauve) du métro de Moscou, située sur le territoire du raïon Severnoïe Touchino dans le district administratif nord-ouest de Moscou.

## Situation sur le réseau
Établie en souterrain, à 6 mètres sous le niveau du sol, la station terminus Planernaïa est située au point 0208+45 de la ligne Tagansko-Krasnopresnenskaïa (ligne 7 mauve), avant la station Skhodnenskaïa (en direction de Kotelniki).